# Instrumentalisme (Dewey)
L'instrumentalisme chez John Dewey consiste à voir la pensée comme un instrument qui permet aux hommes de s'adapter à un monde perçu de façon darwinienne comme étant en perpétuelle évolution

## Origine
L'influence de Darwin amène Dewey à « comprendre la pensée génétiquement, comme le produit d'une interaction entre un organisme et son environnement, et la connaissance comme ayant une instrumentalité pratique dans la guidance et le contrôle de cette interaction ». Son instrumentalisme prend naissance avec son article de 1896 The Reflex Arc Concept in Psychology où il conteste l'idée qu'une prise de conscience découle de manière univoque d'une stimulation de l'environnement qu'il voit comme une réminiscence du dualisme corps/esprit. À cette façon passive de concevoir l'être humain, il oppose une vision plus active, reposant sur un processus d'interaction entre l'homme et son environnement. Il développe ce « naturalisme interactif » dans l'introduction des quatre essais Studies in Logical Theory dans lequel il lie instrumentalisme et pragmatisme en se référant à William James. C'est également dans cet ouvrage qu'il énonce les phases du processus de son concept d'« enquête » : situation problématique, recherche des données et des paramètres, phase réflexive d'élaboration des solutions et de tests de façon à trouver la solution qui convient. Pour lui, cette solution débouche non sur la vérité mais sur ce qu'il appelle l'« assertabilité garantie ». Dans les années allant de 1906 à 1909, en parallèle avec William James; il s'interroge sur ce qu'est la vérité pour un pragmatiste.
Dewey commence à appliquer les principes de l'instrumentalisme  à la logique, dans son livre Essays on Experimental Logic (1916). Toutefois, pour Clarence Edwin Ayres, ce n'est que dans les Glifford lectures, publiées sous le titre The Quest for certainty que John Dewey expose clairement le but et la signification de la logique instrumentale. La logique instrumentale est d'abord évolutionniste et « constitue la première tentative sérieuse de commencer l'analyse de la pensée avec l'hypothèse que l'homme est une espèce animale qui lutte pour sa survie sur une planète mineure ». Dans cette optique, pour Dewey, les idées sont des instruments dont le domaine de validité n'est pas absolu mais dépend des besoins et des défis que rencontrent les hommes. Dans les Cliffords lectures, il oppose la philosophie traditionnelle issue de Platon, qu'il considère comme relevant du mythe et de la magie, à l'instrumentalisme qui, selon lui, ne cherche pas refuge dans l'imagination mais veut transformer les conditions de vie en faisant face à la réalité, au moyen d'une enquête intelligible, mondaine, soit ancrée dans la réalité présente, et instrumentale c'est-à-dire qui permet d'agir.